# Maria Slavona
Maria Slavona, née Marie Dorette Caroline Schorer, est une peintre impressionniste allemande, née le 14 mars 1865 à Lübeck et morte le 10 mai 1931 à Berlin.

## Biographie
Le père de Marie Dorette Caroline Schorer, née en 1865, est un pharmacien et politicien connu pour sa campagne d'amélioration de la qualité de l’eau potable à Lübeck. Sa sœur aînée Cornelia Schorer est devenue l’une des premières femmes médecins en Allemagne.

### Formation
À l’âge de dix-sept ans, après avoir suivi quelques leçons informelles en peinture et dessin, elle part à Berlin pour étudier dans une école d’art privée. Elle poursuit ensuite ses études à l’institut du Musée des Arts décoratifs de Berlin jusqu’en 1886. L’année suivante, elle intègre la Verein der Berliner Künstlerinnen, école d’art pour femmes, qui autorise l'étude de l’anatomie et  les modèles nus, l’Académie des arts de Berlin était alors une institution réservée aux hommes.
En 1888, elle déménage à Munich où le peintre Alois Erdtelt (1851-1911) lui dispense des leçons privées et où elle assiste ensuite aux cours de l’Académie des femmes du Münchner Künstlerinnenverein. Ludwig von Herterich est le maître qui l’a le plus influencé et qui l’a introduit à l’impressionnisme. 
Elle rencontre des artistes scandinaves et les accompagne dans un voyage à Paris, où, à l’exception du musée du Louvre, elle est plutôt déçue par les écoles artistiques,. L’un de ses compagnons lors de ce voyage est le peintre danois Vilhelm Petersen (en) (1868-1923) et, alors qu’ils deviennent des amis proches, ils décident tous deux de prendre des noms d’emprunt pour leur travail artistique. Il choisit Willy Gretor et elle devient Maria Slavona. Ils ont ensemble une fille qui deviendra actrice sous le nom de Lilly Ackermann (de), du nom du marchand d’art suisse Otto Ackermann (1871-1963) que Maria Slavona épouse en 1900.

### Œuvre
La première exposition de Maria Slavona a lieu en 1893 au Salon de Champ-de-Mars de la Société Nationale des Beaux-Arts, sous le pseudonyme masculin de « Carl-Maria Plavona ». En 1899, 1900 (quatre paysages de Suisse au pastel dont Avant l'orage et Crépuscule, remarqués par la critique), et 1901, elle participe à l'expérience des XII à la Bodinière à Paris, initiative audacieuse pour l'époque d'exposition en commun de douze femmes artistes. En 1901, elle rejoint la Berliner Secession et retourne à Lübeck dans sa famille en 1906. En 1904, elle est au Salon d'Automne avec Enfant avec chat et La rue de l'Orient à Montmartre (elle est alors domiciliée 5 rue Monsieur). En 1909, elle est de retour à Berlin.
Vers la fin des années 1920, sa santé commence à se dégrader, elle se tourne vers l’anthroposophie et la naturopathie, sans succès. Elle passe les dernières années de sa vie à peindre des fleurs et des paysages dans les environs de son domicile, proche de Münsing.
Son œuvre est oubliée pendant de nombreuses années. Son art est considéré comme « dégénéré » par les nazis en 1933 et durant la Seconde Guerre mondiale, nombreuses de ses peintures sont détruites, soit intentionnellement, soit à cause de la guerre elle-même. En 1981, le Musée Bröhan à Berlin expose son œuvre à travers une rétrospective significative ; elle est réellement redécouverte dans les années 2010.

## Galerie d'œuvres

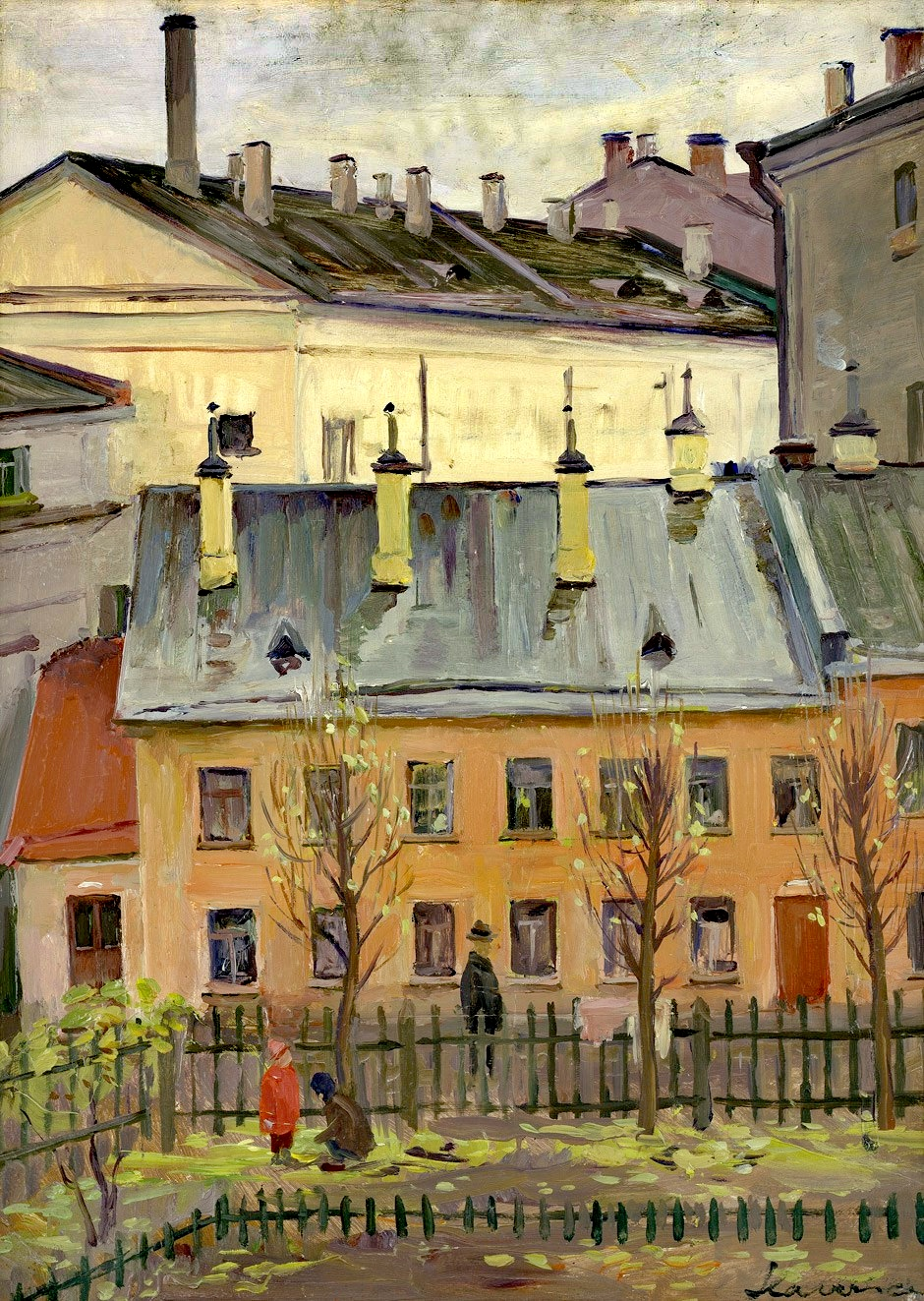
Maisons à Montmartre, 1898.
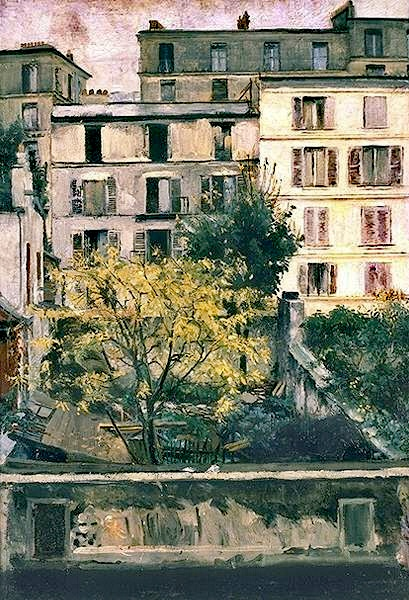
Maisons à Montmartre, 1898[n 2].
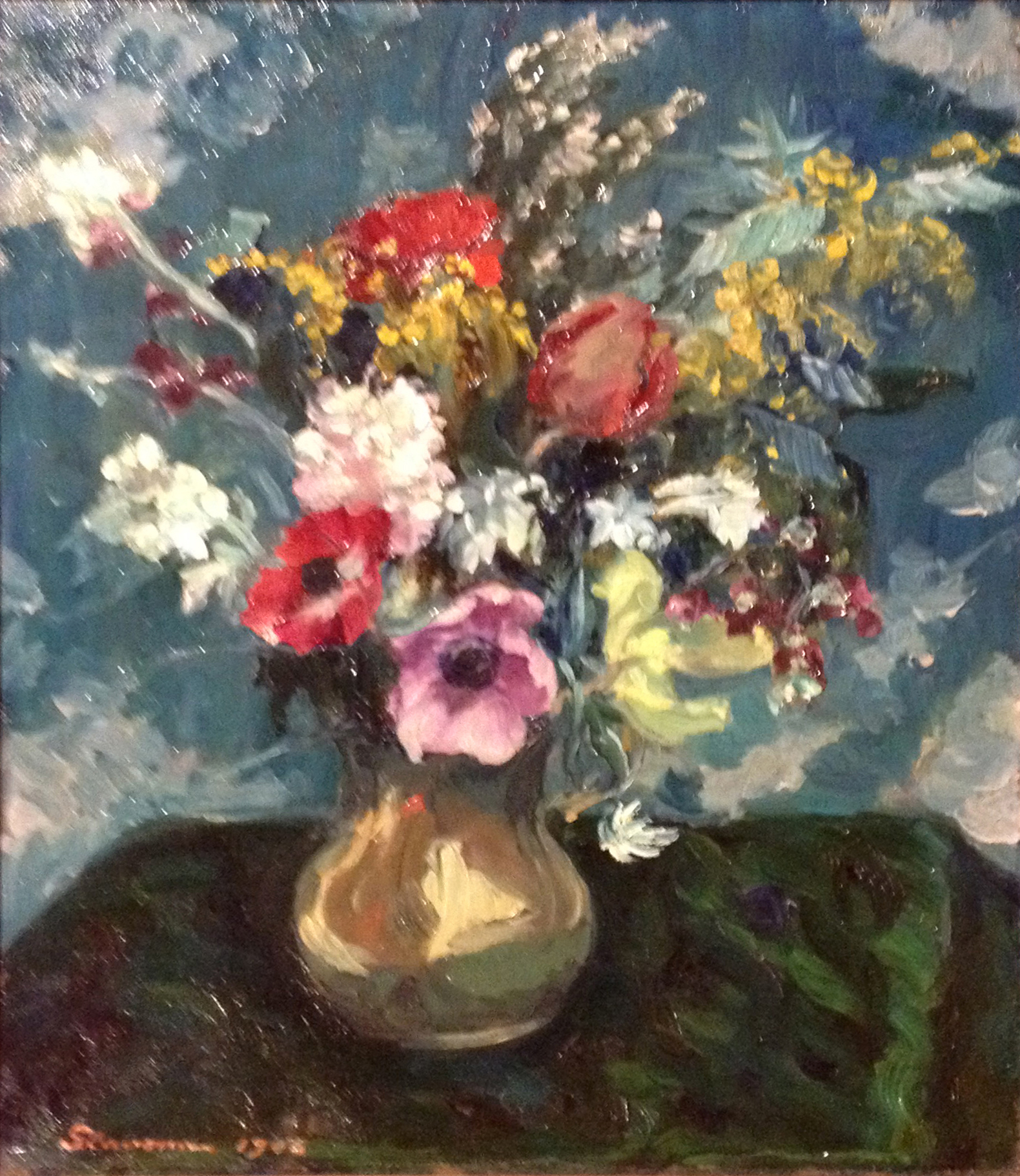
Bouquet d'été, huile sur toile, 1906.
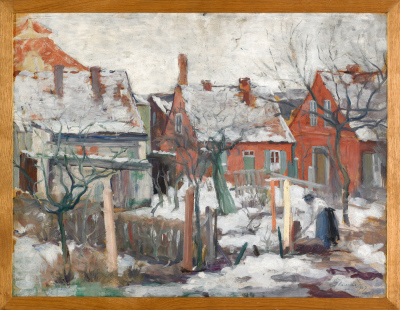
Effet de neige, huile sur carton, 1907.
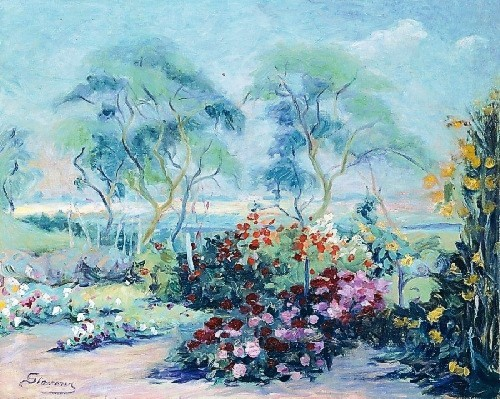
Jardin fleuri.
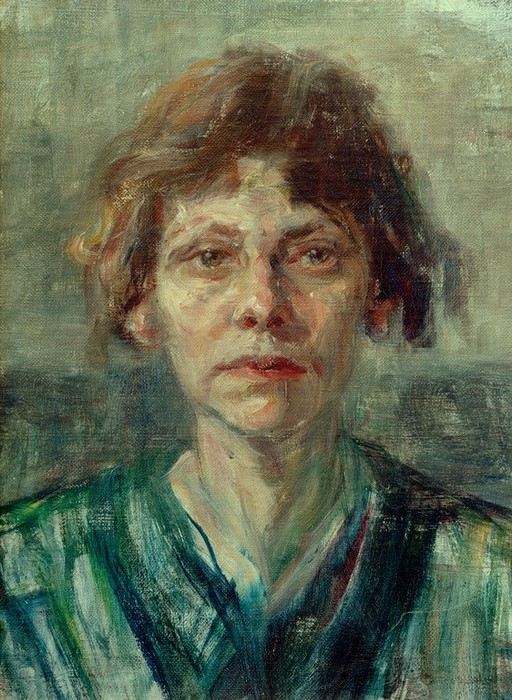
Autoportrait, 1910.
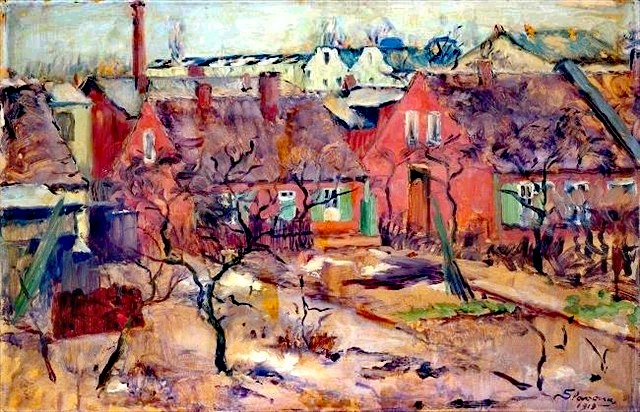
Le dégel à Lübeck, 1913.

## Œuvres dans les collections publiques
- Nationalgalerie à Berlin : Maisons à Montmartre (1898).
- Museum Kunstpalast à Düsseldorf : Bouquet d'été (1906).
- Collection du Centre national des arts plastiques, Paris : Effet de neige (1907) (achat à l'artiste par l'État).
- Bibliothèque d'État du Schleswig-Holstein : Autoportrait (1887).

## Expositions rétrospectives
- 1981 au Musée Bröhan à Berlin : rétrospective Maria Slavona (suivie d'une exposition itinérante dans cinq villes allemandes)[3].
- 2014 à Hambourg : From Liebermann To Nolde: Impressionism in Germany on Paper.
- 2015 à Bielefeld : Empathy and Abstraction: Modern Women in Germany.
- 2019 à Francfort : Making Van Gogh. A German Love Story.
- 2022 à Charlottenburg : Regard! Art and Design by Women 1880–1940.
- 2023 à Berlin : Secessions. Klimt, Stuck, Liebermann.